# Lodowiec górski

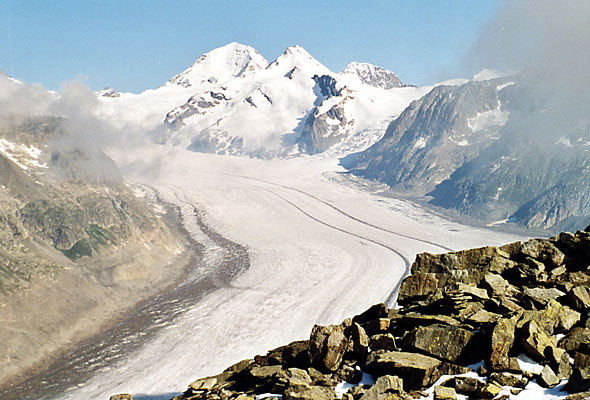
Lodowiec górski Aletschgletscher – największy w Alpach

Lodowiec górski – lodowiec, którego forma jest ściśle uwarunkowana lokalną morfologią podłoża. Lodowce górskie występują w górach wszystkich stref klimatycznych, jeśli góry te osiągają wysokość lokalnej granicy wieloletniego śniegu.
W zależności od uwarunkowań topograficznych oraz klimatycznych, lodowce górskie mogą przybierać różne formy. Ze względu na rozmiar, kształt i stosunek lodowców do form terenu wyróżnia się kilka ich typów: Lodowce himalajskie (inaczej dendrytyczne) mają liczne długie jęzory, które łączą się ze sobą jak dopływy z rzeką główną. Lodowce typu alpejskiego, zwane też dolinnymi, mają najczęściej rozłożyste, wklęsłe pole firnowe i wypływający z niego długi jęzor oraz wypukły przekrój poprzeczny. Lodowce norweskie, zwane też fieldowymi, powstają na płaskich grzbietach (fieldach) (np. w Górach Skandynawskich). Jeśli lodowce górskie wypływając poza obręb masywu górskiego łączą się w postaci czap lodowych, mówimy o lodowcach piedmontowych. Typowym przykładem jest lodowiec Malaspina na Alasce.
W Alpach najdłuższy lodowiec Aletsch ma 25 km długości i osiąga 700 m grubości, lodowce Himalajów osiągają 20–30 km, w Pamirze Lodowiec Fedczenki ma 71 km i 1000 m miąższości. Najdłuższe lodowce występują na Alasce – osiągają 180 km długości (Lodowiec Beringa).
Formą przejściową między zlodowaceniem górskim a pokrywowym (zlodowaceniem kontynentalnym) jest zlodowacenie sieciowe.
Typy lodowców górskich:
- lodowiec spitsbergeński (sieciowy)
- lodowiec piedmontowy (przedgórski)
- lodowiec dendrytyczny
- lodowiec dolinny
- lodowiec karowy (typu pirenejskiego)
- lodowiec fieldowy (typu norweskiego)
- lodowiec zboczowy
- lodowiec wiszący
- lodowiec regenerowany
- lodowiec alpejski
- lodowiec turkiestański